# 톰 웨이츠
톰 웨이츠(영어: Tom Waits, 1949년 12월 7일 ~ )는 미국의 싱어송라이터 겸 배우이다. 그의 가사는 종종 사회의 하층민에 초점을 맞추고 그의 트레이드마크인 깊고 자갈이 깔린 목소리로 전달된다. 그는 1970년대에 주로 재즈에서 일했지만, 1980년대 이후 그의 음악은 블루스, 록, 보드빌, 그리고 실험적인 장르의 영향을 더 많이 반영했다.
웨이츠는 캘리포니아주 포모나의 중산층 가정에서 태어나 자랐다. 밥 딜런과 비트 세대의 작품에 영감을 받아, 그는 10대 때 샌디에고 포크 음악 서킷에서 노래를 부르기 시작했다. 그는 1972년 로스앤젤레스로 이주하여 어사일럼 레코드와 레코드 계약을 체결하기 전에 작곡가로서 일했다. 그의 첫 음반은 재즈 중심의 《Closing Time》(1973년)과 《The Heart of Saturday Night》(1974년)으로, 야인, 빈곤, 범죄성에 대한 그의 서정적인 관심을 반영했다. 그는 미국, 유럽, 일본을 반복적으로 투어했고, 《Small Change》(1976년), 《Blue Valentine》(1978년), 《Heartattack and Vine》(1980년)으로 더 많은 비판적 인지도와 상업적 성공을 거두었다. 그는 1981년 프랜시스 포드 코폴라의 영화 《마음의 저편》의 사운드트랙을 제작하였고, 이후 여러 코폴라 영화에 카메오로 출연했다.

## 음반 목록
- Closing Time (1973)
- The Heart of Saturday Night (1974)
- Nighthawks at the Diner (1975)
- Small Change (1976)
- Foreign Affairs (1977)
- Blue Valentine (1978)
- Heartattack and Vine (1980)
- Swordfishtrombones (1983)
- Rain Dogs (1985)
- Franks Wild Years (1987)
- Bone Machine (1992)
- The Black Rider (1993)
- Mule Variations (1999)
- Blood Money (2002)
- Alice (2002)
- Real Gone (2004)
- Bad as Me (2011)

## 출연 작품
- 세븐 싸이코패스 (2012) - 재커라이어 역
- 미스터 스마일 (2018) - 월러 역
- 문즈 밀크 (2018)
- 데드 돈 다이 (2019) - 밥 역